# Fais comme chez toi !
Pour les articles homonymes, voir Housesitter.
Pour plus de détails, voir Fiche technique et Distribution.
Fais comme chez toi ! (titre original : House Sitter) est un film américain réalisé par Frank Oz en 1992.

## Synopsis
Newton Davis (Steve Martin) est un architecte en difficulté. Après avoir construit sa maison de rêve pour lui-même et sa petite amie de longue date Becky (Dana Delany) dans sa ville natale, Dobbs Mill, il est écrasé quand elle refuse de l'épouser. Il est incapable de se mettre à vivre dans la maison, et la laisse abandonnée et avec une dette qu'il ne peut pas se permettre. Quelque temps plus tard, Newton rencontre une serveuse nommée Gwen (Goldie Hawn) dans un restaurant hongrois de Boston. Croyant qu'elle ne parle pas anglais, il dévoile sa triste histoire au sujet de Becky et de la maison abandonnée. Après la fermeture du restaurant pour la nuit, Newton apprend qu'elle a simplement fait semblant d'être hongroise, et peut parler anglais. Il l'accompagne jusque chez elle, ce qui s'avère être un petit appartement au-dessus au restaurant. Ils finissent par faire l'amour.
Le lendemain matin, Gwen découvre que Newton est parti au milieu de la nuit. Cependant, il a involontairement laissé derrière lui le dessin de la maison qu'il avait construite pour Becky. Son intérêt piqué par le dessin, Gwen prend un  bus pour aller voir la maison. Elle est charmée par celle-ci, et décide d'emménager. Gwen va au magasin général de la ville, où elle facture ses courses sur le compte de « Newton Davis ». Lorsqu'on l'interroge à ce sujet, Gwen, qui se révèle être une virtuose du mensonge, dit qu'elle est la femme de Newton. Gwen rencontre Becky, et invente une longue histoire romantique sur la façon dont ils sont tombés amoureux ; ce qui surprend et impressionne Becky. Gwen rencontre également les parents de Newton, qui ont le cœur brisé à l'idée que Newton se soit « marié » sans leur dire, mais Gwen parvient à arranger les choses avec eux par son charme.
Peu de temps après, Newton se rend dans sa ville natale et est choqué de voir que sa maison est habitée. Quand il découvre ce que Gwen a fait, il est d'abord furieux, mais il voit bientôt le potentiel du fait qu'elle soit là. Gwen commence à créer toutes sortes d'opportunités pour Newton : rétablir sa relation avec ses parents, l'aider dans sa carrière en se liant d'amitié avec son patron et en soulignant son talent méconnu, et aussi de rendre Becky jaloux. Newton et Gwen arrivent à un accord dans lequel Gwen aidera Newton à gagner Becky, et en retour, elle aura tous les meubles de la maison. Conséquence de leur temps passé ensemble : Newton commence à compter davantage sur Gwen au-delà de leur accord, et Gwen commence à se sentir attaché à sa vie avec Newton. Il devient également clair que Gwen est devenue une menteuse compulsive afin d'échapper à ce qu'elle estime être un milieu inadéquat, et qu'elle a « changé » sa vie à de nombreuses reprises. 
Le film culmine avec une réception tenue à la maison dans laquelle les intrigues de la carrière de Newton, la famille et les affections pour Becky sont réunis. Ennuyée par Becky pour son attitude supérieure et suspecte, Gwen la confronte devant tout le monde, l'accusant d'essayer de reconquérir Newton. Gwen sort de la maison en larmes, et Newton la suit, pensant que cela fait toujours partie du plan. Dehors seul, Newton loue Gwen pour son éclat, mais Gwen répond qu'elle voulait que leur mariage fonctionne. Ses sentiments pour lui sont évidents. Le patron de Newton lui donne la promotion. Newton regarde, confus, alors que Gwen s'en va. Becky profite de l'occasion pour se rapprocher de Newton, et lui demande si toutes les histoires élaborées de Gwen étaient réelles. Newton répond qu'elles étaient toutes vraies et court rejoindre Gwen.
Newton arrête Gwen alors qu'elle est sur le point de monter à bord d'un bus pour quitter la ville. Bien qu'elle résiste, Newton suit son exemple et commence à raconter une histoire romantique bizarre de quelque chose qu'ils « ont fait » ; ce qui convainc Gwen de rester. Le film se termine sur une scène montrant Newton et Gwen heureux mariés et vivant ensemble dans la maison. Alors que Newton et Gwen vont dans la chambre pour avoir des relations sexuelles, les derniers mots de Newton sont : « Je t'aime, Gwen ». Elle lui répond alors : « En fait, c'est Jessica. »

## Fiche technique
- Titre original : House Sitter
- Titre français : Fais comme chez toi !
- Titre québécois : La Maîtresse de maison
- Réalisation : Frank Oz
- Scénario : Mark Stein
- Histoire : Mark Stein et Brian Grazer
- Photographie : John A. Alonzo
- Montage : John Jympson
- Musique : Miles Goodman
- Costumes : Betsy Cox
- Décors : Ida Random (en)
- Casting : John Lyons
- Producteurs associés : Karen Kehela et Michelle Wright
- Producteur exécutif : Bernie Williams
- Société de production : Imagine Entertainment, Universal Pictures et Brian Grazer Production [1].
- Sociétés de distribution : Universal Pictures (États-Unis), United International Pictures (France)
- Budget : inconnu
- Recette : États-Unis : ~ 58 500 635 $ US
- Pays d'origine :  États-Unis
- Langue : anglais
- Tournage : du 5 août 1991 au 29 octobre 1991
- Format : Couleur — 35 mm — 1,85:1 — Son : Dolby Stereo
- Genre : Comédie , romance
- Durée : 97 minutes
- Dates de sortie : 
  - États-Unis : 12 juin 1992
  - Belgique : 23 septembre 1992
  - France : 7 octobre 1992

## Distribution
- Steve Martin (VF : Jacques Frantz) : Newton Davis
- Goldie Hawn (VF : Monique Thierry) : Gwen Phillips
- Dana Delany (VF : Micky Sébastian) : Becky Metcalf
- Julie Harris (VF : Monique Mélinand) : Edna Davis
- Donald Moffat (VF : Serge Lhorca) : George Davis
- Peter MacNicol (VF : Michel Muller) : Marty
- Richard B. Shull (VF : Robert Darmel) : Ralph
- Laurel Cronin : Mary
- Roy Cooper (VF : André Valmy) : Winston Moseby
- Christopher Durang (VF : Claude Rollet) : Le Révérend Lipton
- Heywood Hale Broun (VF : Georges Aubert) : Travis Keller
- Vasek Simek (VF : Roger Lumont)  : Karol

## À noter
- Meg Ryan, puis Kim Basinger furent approchées pour le rôle de Gwen, mais après leurs refus ce fut Goldie Hawn qui eût le rôle.
- Dans la chanson 'The Name Game' qu'interprète Goldie (lorsque Newton découvre que Guen est chez lui), les deux prénoms qu'elle utilise sont ceux de ses vrais enfants, Ollie and Kate.
- Le film est dédié à Frances Oznowicz, la mère de Frank Oz.